# Rungsina rungsi
Rungsina rungsi is een vlinder uit de familie snuitmotten (Pyralidae). De wetenschappelijke naam van deze soort is voor het eerst geldig gepubliceerd in 2004 door Leraut.
De soort komt voor in tropisch Afrika.